# Comté de Robertson (Tennessee)
Pour les articles homonymes, voir Comté de Robertson.
Le comté de Robertson est un comté de l'État du Tennessee, aux États-Unis.

## Municipalités
Les municipalités suivantes se trouvent au sein du comté de Robertson :
- Adams
- Cedar Hill
- Coopertown
- Cross Plains
- Greenbrier
- Millersville
- Orlinda
- Portland
- Ridgetop
- Springfield
- White House